# Mercedes-Benz Bank

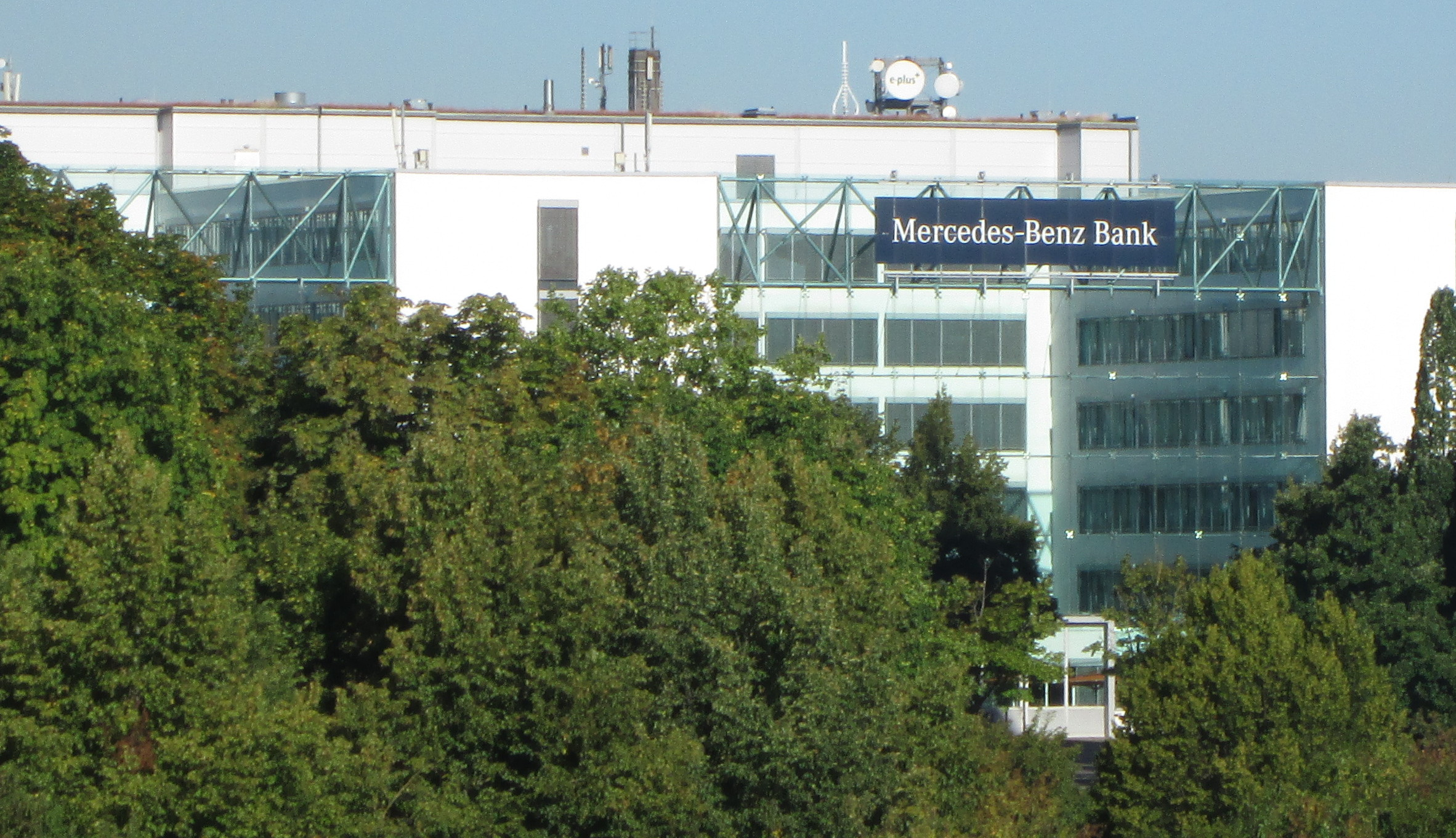
Zentrale der Mercedes-Benz-Bank in Stuttgart, Siemensstraße

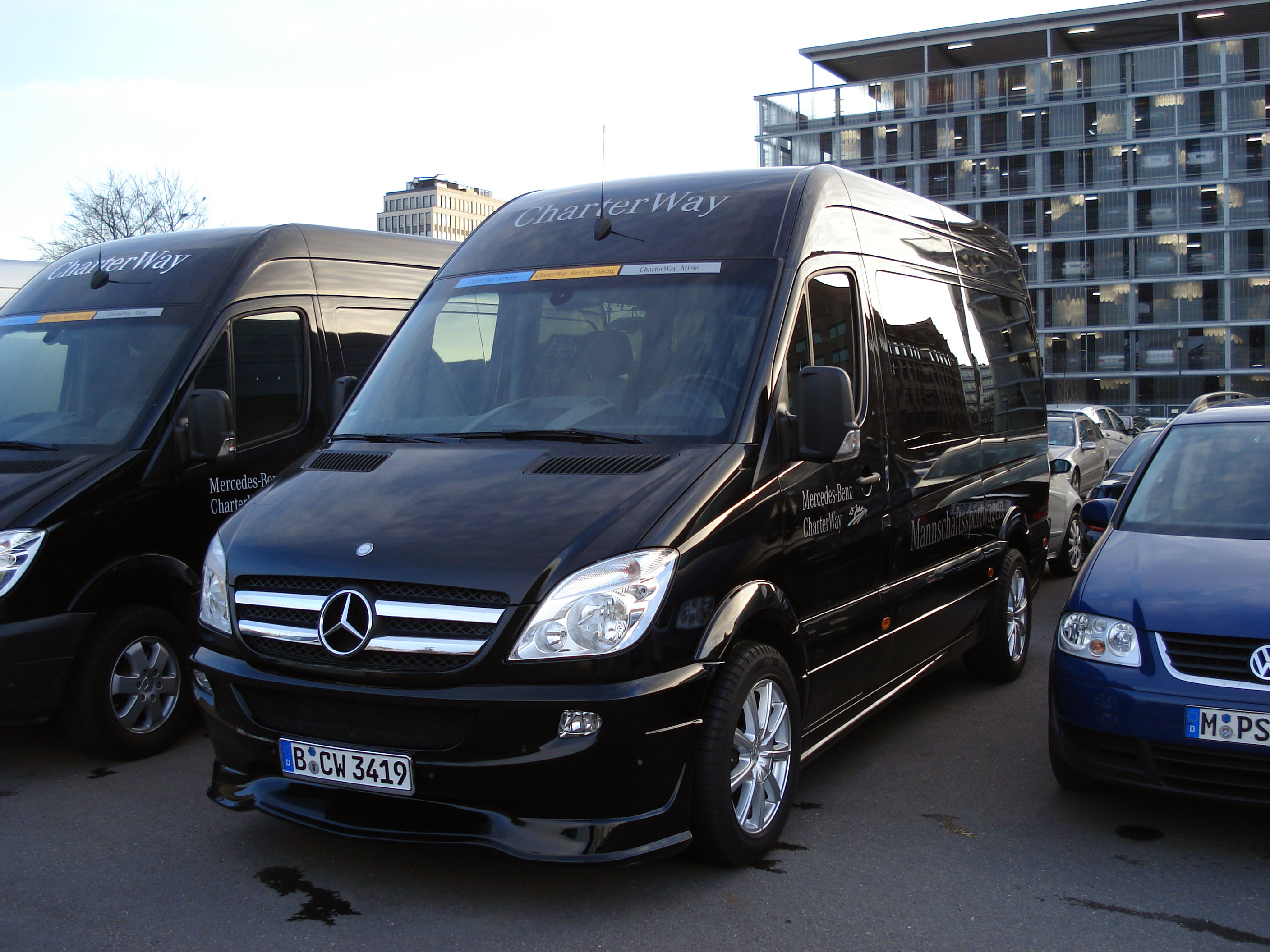
Transporter von CharterWay

Die Mercedes-Benz Bank AG (bis 2007 DaimlerChrysler Bank) ist eine seit 2001 aus verschiedenen Aktivitäten im Finanzierungssektor der DaimlerChrysler AG hervorgegangene Universalbank, die sich zu 100 % im Besitz der Mercedes-Benz Group AG befindet. Firmensitz ist Stuttgart.

## Geschichte
Die Daimler-Benz AG begann 1967 mit dem Fahrzeug-Leasing-Geschäft und gründete 1979 die Mercedes Leasing GmbH, 1987 erfolgte der Einstieg ins Finanzierungsgeschäft mit Gründung der Mercedes-Benz Finanz GmbH. Im Jahr 2000 beschloss DaimlerChrysler, die konzerneigene Autobank über die Dienstleistungstochter debis, unter dem Namen DaimlerChrysler Bank, zur universalen Direktbank auszubauen. Die Banklizenz wurde im Juli 2002 erteilt. Nachdem sich der DaimlerChrysler-Konzern 2007 von der Chrysler-Sparte trennte und fortan als Daimler AG firmierte, wurde die DaimlerChrysler Bank zum 1. Januar 2008 in Mercedes-Benz Bank umbenannt.

## Geschäftsbereiche
Die Bank hat rund eine Million Kunden und eine Bilanzsumme von 28 Milliarden Euro und gehört damit zu den führenden Autobanken sowie zu den größten Direktbanken in Deutschland. Das Angebot umfasst Finanzierung, Leasing, Miete, Kfz-Versicherungen und Flottenmanagement unter der Marke Athlon. Zusätzlich bietet die Mercedes-Benz Bank ihren Kunden auch Tagesgeldkonten, Festzinskonten und die Kreditkarte Mercedes Credit Card an.
Die Mercedes-Benz Bank finanziert oder verleast mehr als jedes zweite Fahrzeug von Daimler, das in Deutschland zugelassen wird. Vertriebspartner für die Finanzdienstleistungen rund um das Fahrzeug sind die Autohäuser der Fahrzeugmarken des Daimler-Konzerns. Die Kunden werden bundesweit von den Mitarbeitern in zwei Service Centern betreut – Privatkunden seit 1997 bei der Mercedes-Benz Banking Service GmbH in Saarbrücken (350 Beschäftigte), Firmenkunden und der Handel seit August 2011 bei der Mercedes-Benz Bank Service Center GmbH im Berliner Königstadt-Carrée-Tower (750 Beschäftigte). Der Vertragsbestand für Leasing und Finanzierung lag Ende 2018 bei 26,2 Milliarden Euro.
Im Mai 2022 hat die Mercedes-Benz Bank angekündigt, das Privatkundengeschäft mit Tagesgeld- und Festzinskonten einzustellen.

## Gesellschaftliches Engagement und Sponsoring
Die Mercedes-Benz Bank ist Hauptförderer des Theaterhauses Stuttgart und fördert soziale und kulturelle Projekte an den Standorten Stuttgart, Saarbrücken und Berlin.
Von der Spielzeit 2012/13 bis 2022/2023 war die Mercedes-Benz Bank Haupt- und Trikotsponsor des Fußball-Bundesligisten VfB Stuttgart. Ab der Saison 2023/2024 ist die Mercedes-Benz Bank Business Partner des Vereins.